# Guadarranque
Guadarranque es una barriada (pedanía) española perteneciente al municipio andaluz de San Roque, en la provincia de Cádiz. Está situada en la bahía de Algeciras, en la desembocadura del río Guadarranque, a cinco kilómetros al suroeste del núcleo principal de San Roque. Actualmente cuenta con 150 habitantes.
El yacimiento arqueológico de Carteia, restos de la ciudad de las épocas cartaginesa y romana, está próximo a esta barriada. Cuenta con una playa, la playa de Guadarranque.
La localidad está rodeada por el área industrial de San Roque, que comprende la refinería de Gibraltar-San Roque y una central eléctrica de ciclo combinado, y separada del término municipal de Los Barrios por el río Guadarranque. En Guadarranque se encuentra el mayor parque solar del Campo de Gibraltar (Central Fotovoltaica Guadarranque I), propiedad de Endesa e inaugurado en 2008.

## Servicios
Guadarranque no dispone de centros educativos. Sí dispone de un consultorio médico perteneciente al Servicio Andaluz de Salud. Cuenta con una alcaldía de barrio dirigida por el Ayuntamiento de San Roque. Cuenta con una estación depuradora de aguas residuales y una estación de bombeo de agua de mar operadas por la empresa Aguas y Residuos del Campo de Gibraltar, S. A. (Arcgisa)

## Comunicaciones
Se accede a Guadarranque por la autovía del Mediterráneo ( A-7 ) mediante las salidas 1110 (Taraguilla-Estación de San Roque) por la Central Fotovoltáica, la 1109 (Miraflores,  P. Industriales ,  A-405  Castellar/Jimena-Ronda) por el Polígono Industrial Sepes y por la salida 1108 (San Roque Oeste, Guadarranque) por la carretera  CA-9205 . También es posible acceder mediante la carretera  CA-2321  desde Puente Mayorga, la cual es accesible por la rotonda de  CA-34  /  N-351  (Puente Mayorga,  urb. Villa Victoria )
Pese a estar incluida en la zona AB del Consorcio de Transportes comarcal, no hay ninguna línea metropolitana que pase por Guadarranque. Sólo los autobuses urbanos de San Roque llegan a esta barriada, comunicándola con el centro de la ciudad y la urbanización de Miraflores. La parada que se encuentra ubicada frente a la entrada del aparcamiento de la playa.
| Línea | Trayecto | Empresa                     |
| ----- | --- | --------------------------- |
| Azul  | Estación de San Roque - Taraguilla - Miraflores - Guadarranque - San Roque Centro - Puente Mayorga - Campamento - Pozo del Rey (Hierros Acosta) | Horizonte Sur Viajes, S. L. |

## Galería de imágenes

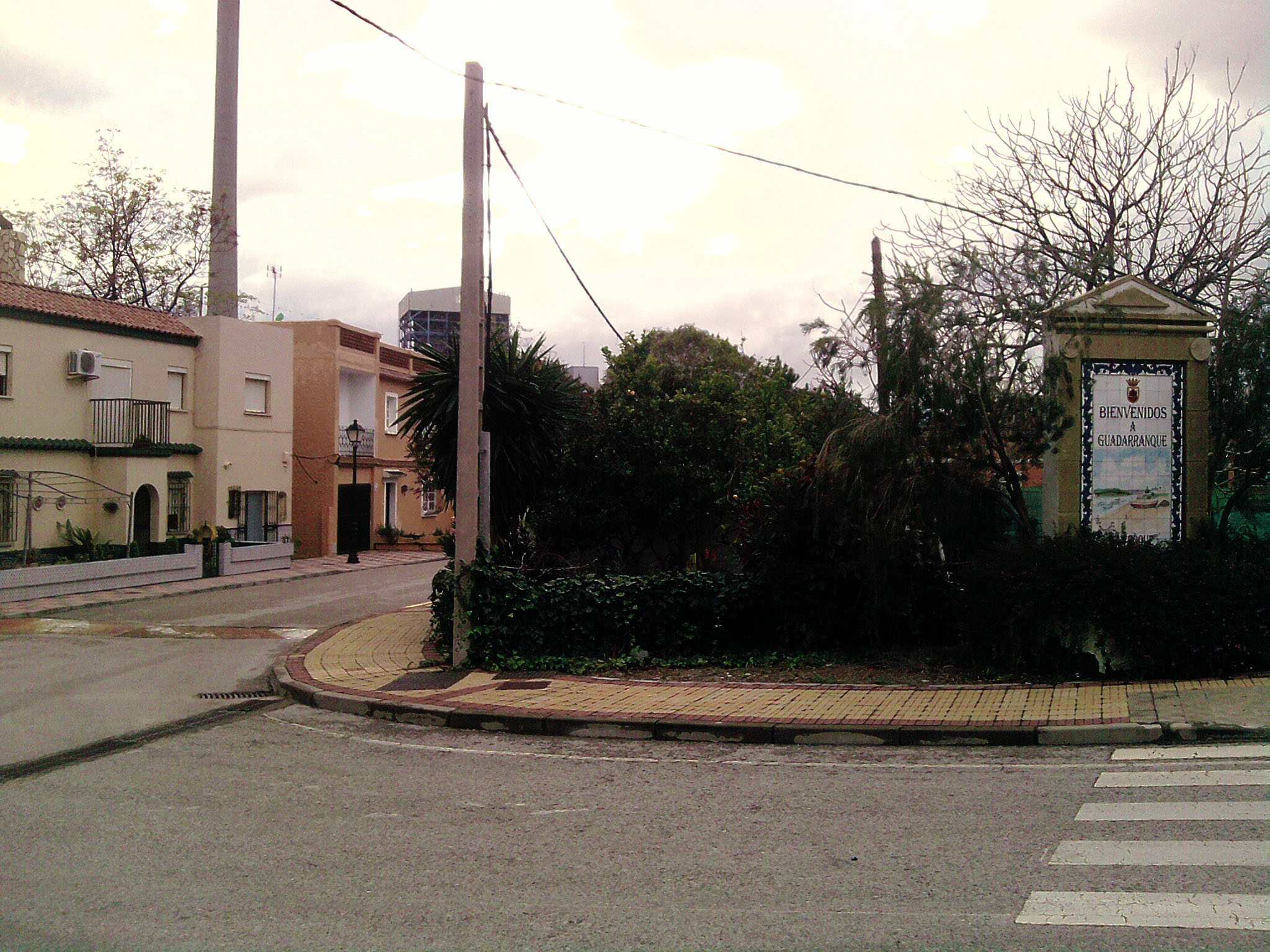
Entrada a Guadarranque.
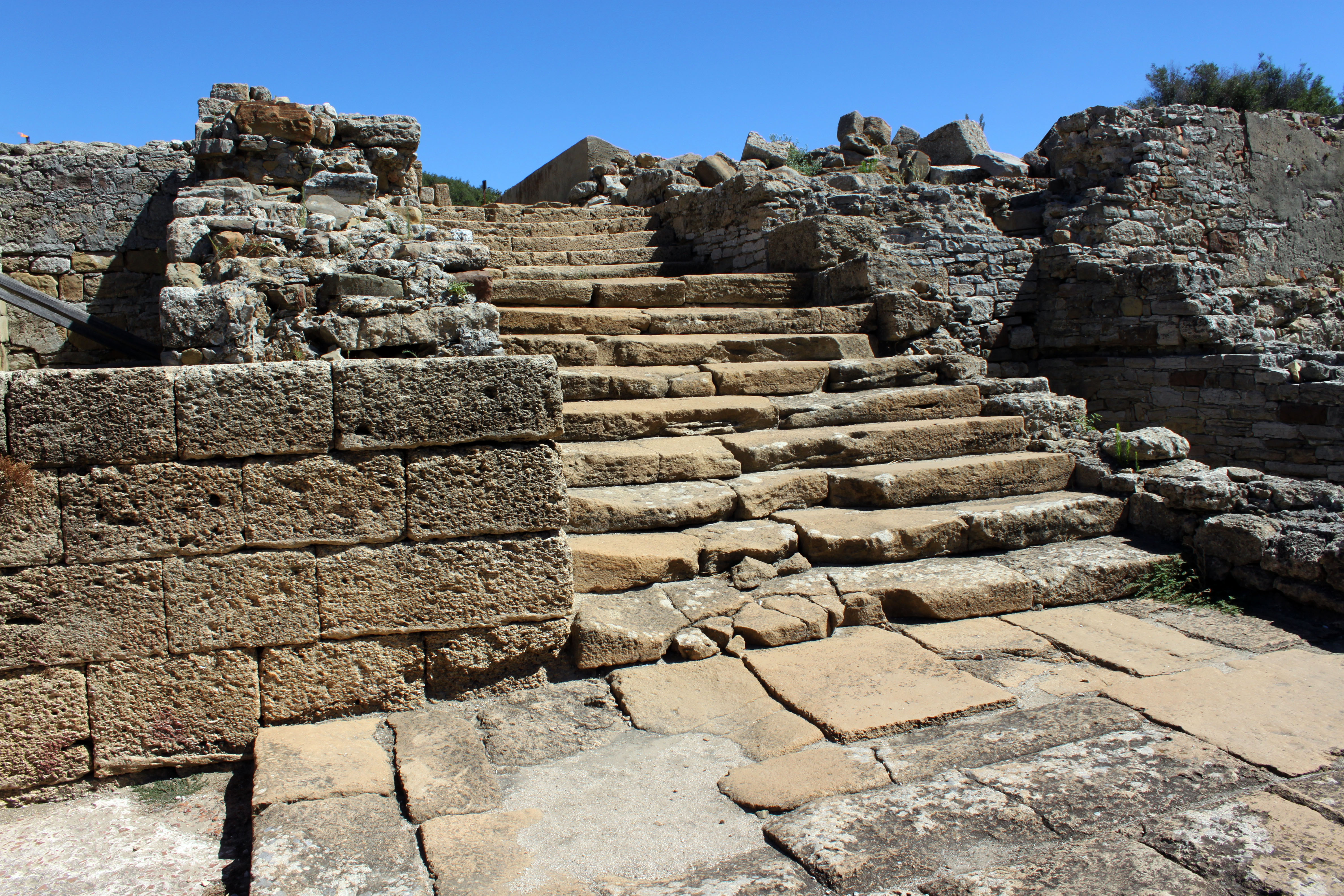
Imagen del yacimiento de Carteia.
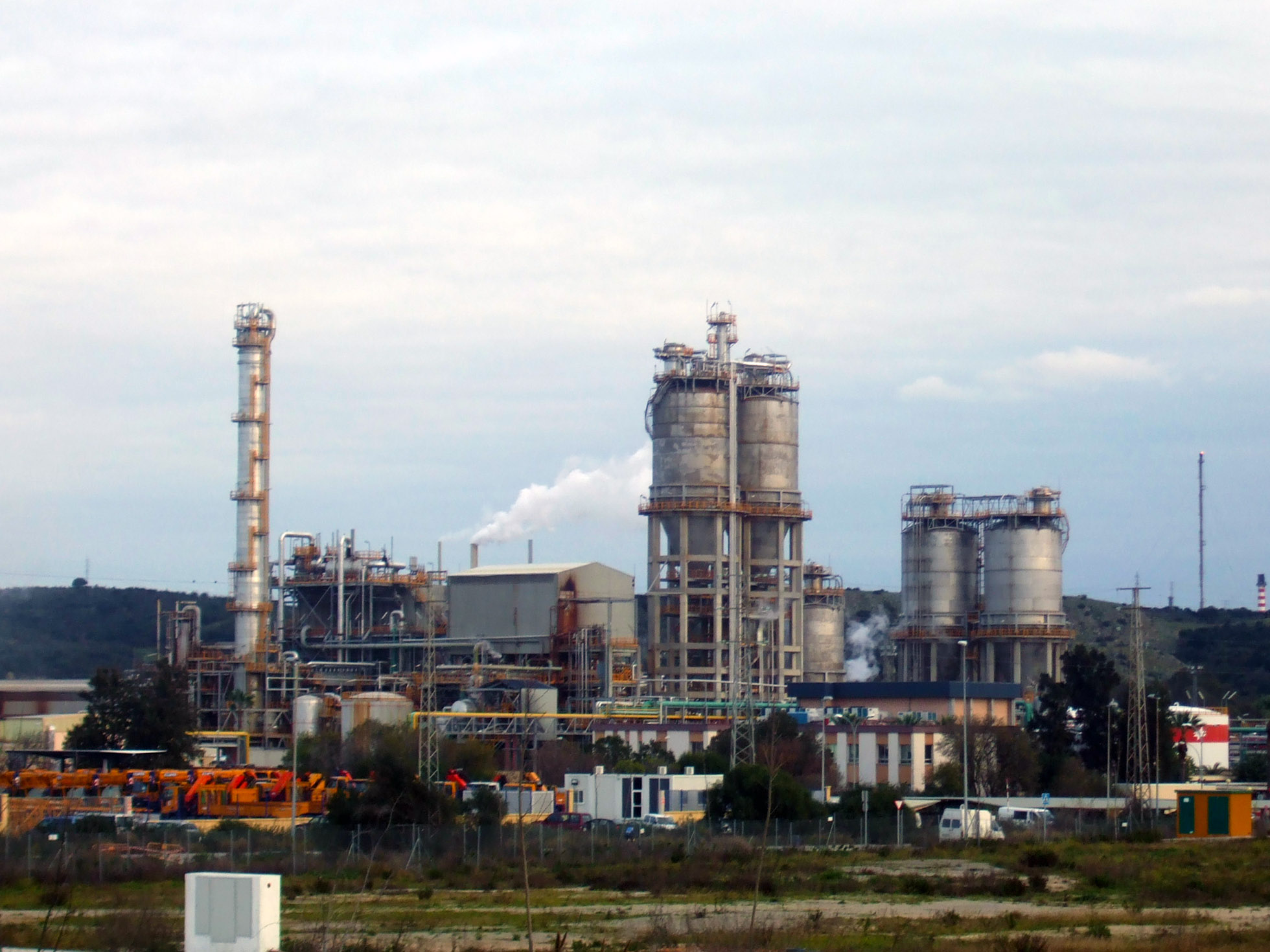
Polo químico de San Roque, en Guadarranque.
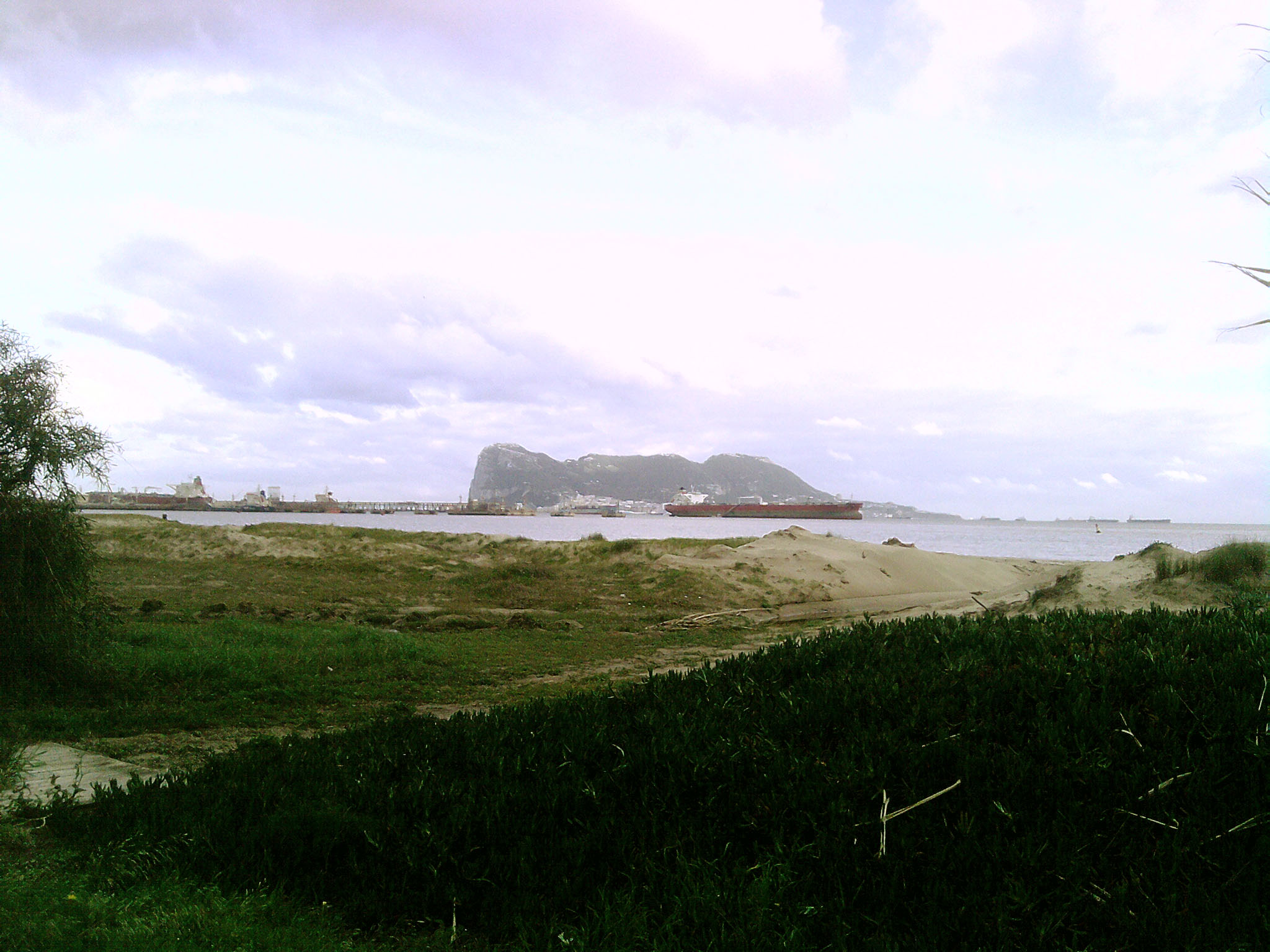
Playa de Guadarranque.
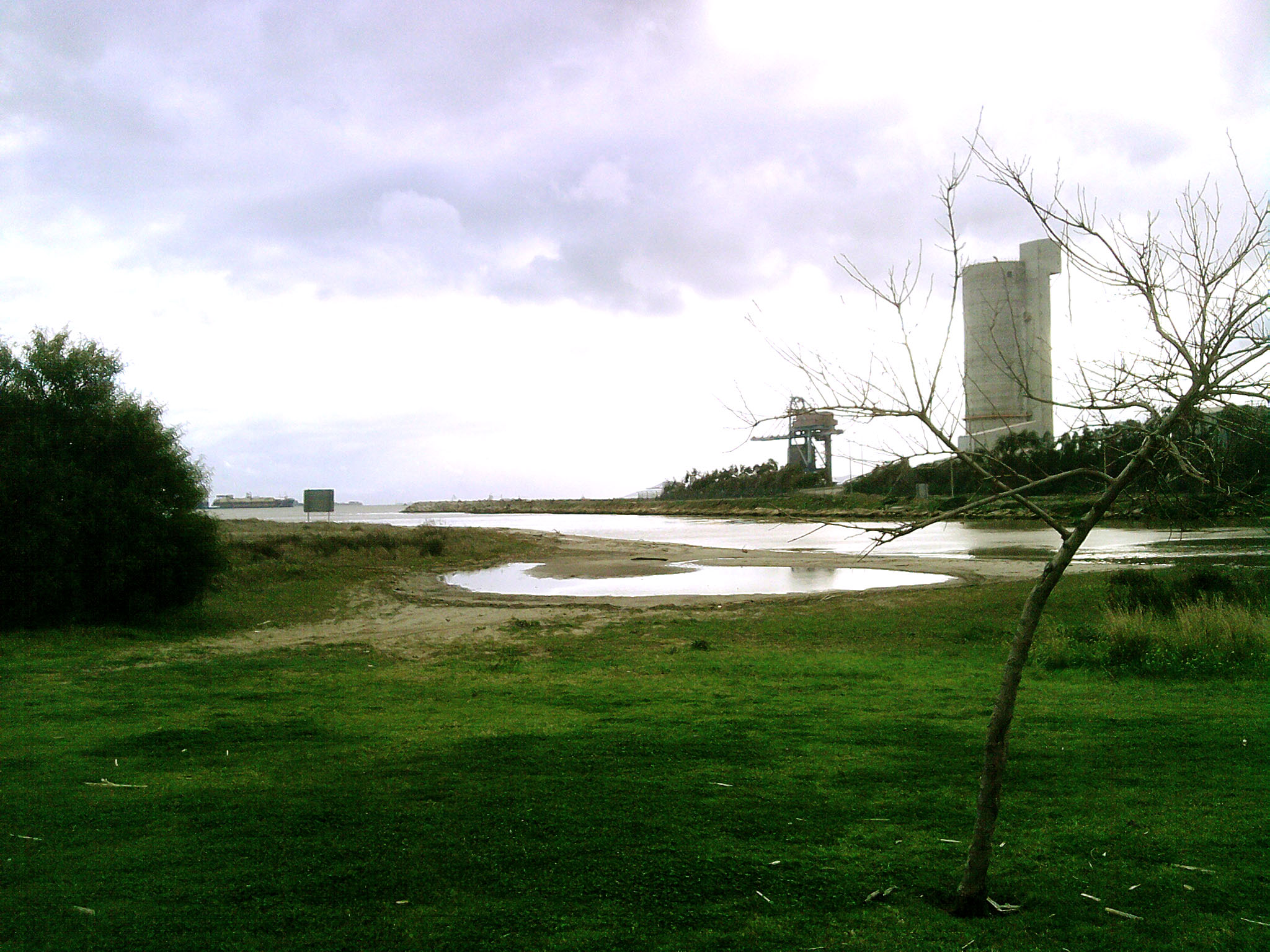
Desembocadura del río Guadarranque.

## Vecinos ilustres
- 'Rosalinda Fox', espía[3]